# Колючин
Колючин (рос. Колючин) — острів у Чукотському морі. Знаходиться на півночі Іультинського району Чукотського автономного округу Росії поруч з національним селом Нутепельмен. Найкоротша відстань до материка через протоку Сергієвського становить 11,3 км.
Острів становить собою гірський останець з максимальною висотою 188 м над рівнем моря.

## Топонім
Назва походить від спотвореного чук. Кувлючьин — «круглий». Мовою чаплинських ескімосів Кулусік — «окрема крижина». Відвідавши острів, Джеймс Кук наніс його на карту як Burney's Island.

## Полярна станція
У 1943 році на західну частину острова була перенесена полярна станція, яка до цього перебувала на мисі Дженретлен. У кінці 1980-х років на ній було 3-7 чоловік. Населеного пункту Колючино, вказаного на доповнюючій карті не було вже принаймні в кінці 1980-х, як і взагалі помітних слідів постійного проживання людей (на східній околиці острова). У 1992 році станція була закрита.

## Фауна
На острів заходять і можуть залягати в барлогу білі ведмеді, в окремі роки утворюються лежбища моржів. Поруч з островом проходять маршрути міграції гренландських китів. Наприкінці 1980-х працівниками заповідника «Острів Врангеля» тут проводилися вивчення весняного прольоту морських птахів. Також тут відзначені місця гніздування берингового баклана, великих чайок, трипалих мартинів, іпатки і топориків загальним числом до 15-18 тис. особин.